# Список заборонених політичних партій України
Це список заборонених політичних партій України.
Партії, діяльних яких заборонена:
1991
- Комуністична партія України (1918—1991),  республіканська організація Комуністичної партії Радянського Союзу (КПРС) в Українській РСР

2014
- 30 квітня, Руська єдність[1]
- 13 травня, Руський блок[2]

2015
- 1 грудня, Комуністична партія робітників і селян[3]
- 1 грудня, Комуністична партія України (оновлена)[3]

2022
- 8 червня, Опозиційний блок[4]
- 13 червня, Соціалісти[5]
- 13 червня, Справедливості та розвитку[6]
- 14 червня, Наші[7]
- 14 червня, Держава[8]
- 14 червня, Блок Володимира Сальдо[9]
- 15 червня, Соціалістична партія України[10]
- 16 червня, Ліва опозиція[11]
- 16 червня, Партія Шарія[12]
- 17 червня, Союз лівих сил[13]
- 20 червня, Опозиційна платформа — За життя[14]
- 23 червня, Прогресивна соціалістична партія України[15]
- 24 червня, Русь Єдина[16][17]
- 5 липня, Щаслива Україна[18]
- 5 липня, Комуністична партія України[19]
- 12 липня, Робітнича партія України (марксистсько-ленінська)[20]

2023
- 21 лютого, Партія Регіонів[21]

2024
- 19 червня, Наш край